# 무릇아과
무릇아과(--亞科, 학명: Scilloideae 스킬로이데아이[*])는 비짜루과의 아과이다. 히아신스, 무릇 등을 포함한다.

## 하위 분류
- 베들레헴별꽃족(Ornithogaleae Rouy)
- 오지로에족(Oziroeeae M.W.Chase)
- 우르기네아족(Urgineeae Rouy)
- 히아신스족(Hyacintheae Dumort.)